# Антун Рудински
Антун Рудински (рођен у Суботици 1937. године), је бивши југословенски фудбалер и тренер.
Прве фудбалске кораке је направио у ФК Бачка 1901 (1950—1952). За репрезентацију Југославије наступио је само на једном мечу, 2. новембра 1952. против Египта (5:0) у Београду.

## Трофеји

### Црвена звезда
- Првенство Југославије (4) : 1955/56, 1956/57, 1958/59. и 1959/60.
- Куп Југославије (2) : 1958. и 1959.
- Дунавски куп (1) : 1958.

### Партизан
- Првенство Југославије (1) : 1962/63.